# سرجو لئوناردی
سرجو لئوناردی (ایتالیایی: Sergio Leonardi؛ زادهٔ ۲۶ مارس ۱۹۴۴) خواننده و بازیگر اهل ایتالیا است.
از فیلم‌هایی که وی در آن نقش داشته‌است، می‌توان به برادر بشر، خواهر فاحشه، در بوکاچوی کاملاً ممنوعه، جووانی، خوش‌تیپ و احتمالاً ثروتمند، سلام مریخی، فضول و راننده‌کامیون‌ها اشاره کرد.